# Hugo Simões Lagranha
Hugo Simões Lagranha (Alegrete, 9 de abril de 1918 — Porto Alegre, 15 de abril de 2005) foi um político brasileiro. Foi vereador (1973–1977), vice-prefeito (1956–1959) e prefeito de Canoas e deputado federal (1995–1996).
A vida política de Lagranha iniciou em 15 de novembro de 1955, quando foi eleito vice-prefeito de Canoas pela coligação PSD, PRP e PL, tendo exercido o mandato de prefeito municipal em onze oportunidades.
Foi prefeito da cidade de Canoas por quase vinte anos. Esteve à frente da prefeitura em cinco oportunidades, sendo que em duas ocasiões foi nomeado prefeito (1968–1971 e 1983–1984) e em outras três ocasiões foi eleito pelo voto direto (1964–1967, 1989–1992 e 1997–2000).
Foi também eleito deputado federal pelo PTB nas eleições de 1994, tendo recebido 71.599 votos. Exerceu o mandato de 1 de janeiro de 1995 até 31 de dezembro de 1996, quando renunciou para concorrer novamente à prefeitura de Canoas. Hugo Simões Lagranha passou a ser o nome do Museu Histórico Municipal - inaugurado por ele mesmo em outubro de 1990 - de Canoas através da Lei 5.182 de 10 de julho de 2007, durante a administração do prefeito Marcos Ronchetti.